# Владиславци (Хорватия)
Владиславци (хорв. Vladislavci) — община и населённый пункт в Хорватии.
Община Владиславци находится в восточной части Хорватии в Осиецко-Бараньской жупании. Община располагается в 14 км от города Осиек.

## География
В состав общины входят следующие населённые пункты (данные о населении на 2011 год):
- Владиславци — 1 073 чел.
- Допсин — 482 чел.
- Храстин — 327 чел.

## Демография
Население общины составляет 1 882 человека по переписи 2011 года. Национальный состав выглядит следующим образом:
- 83,32 % хорваты — 1 568 чел.
- 9,14 % венгры — 172 чел.
- 6,27 % сербы — 118 чел.